# Tiharu
Koordinaten: 58° 53′ N, 22° 14′ O
Tiharu ist ein Dorf (estnisch küla) in der Landgemeinde Hiiumaa (2013 bis 2017: Landgemeinde Hiiu, davor Landgemeinde Kõrgessaare) auf der zweitgrößten estnischen Insel Hiiumaa (deutsch Dagö).

## Beschreibung und Geschichte
Tiharu (deutsch Tihharo) hat keine Einwohner mehr (Stand 31. Dezember 2011).
Der Ort liegt im Süden der Halbinsel Kõpu (Kõpu poolsaar), direkt an der Ostsee.